# Parafia św. Teresy w Wilnie
Parafia św. Teresy w Wilnie – rzymskokatolicka parafia znajdująca się w Wilnie, w archidiecezji wileńskiej w dekanacie wileńskim I.
Dawniej była to parafia karmelicka.
Kościoły i kaplice na terenie parafii:
- kościół św. Teresy w Wilnie – kościół parafialny
- kaplica Najświętszej Maryi Panny Matki Miłosierdzia w Ostrej Bramie w Wilnie – Kaplica Ostrobramska z cudownym obrazem Matki Bożej Ostrobramskiej Królowej Korony Polskiej (Matki Bożej Miłosierdzia)
- kościół św. Rafała Kalinowskiego w Niemieży
- kościół św. Kazimierza w Wilnie – jezuicki
- kaplica w Domu Poprawczym nr 1
- kaplica w Domu Poprawczym nr 2
- kaplica w hospicjum bł. ks. Michała Sopoćki w Wilnie

Msze święte odprawiane są w językach: litewskim (wszędzie), polskim (wszędzie z wyjątkiem kościoła św. Kazimierza) i rosyjskim (kościół św. Kazimierza).